# Delphine Hermans
Pour les articles homonymes, voir Hermans.
Delphine Hermans, née le 21 janvier 1981 à Soignies (province de Hainaut), est une réalisatrice, animatrice et autrice de bande dessinée belge francophone.

## Biographie
Delphine Hermans naît le 21 janvier 1981 à Soignies.
Elle se forme artistiquement à l'École nationale supérieure des arts visuels de La Cambre à Bruxelles en option cinéma d’animation de 2000 à 2005, d'où elle sort diplômée d'une licence en arts plastiques. Elle travaille depuis 2006 chez Camera-etc, une association qui produit des films d'animation dans toutes sortes de contextes.
Avec sa sœur Anaële, elle publie le one shot Les Amandes vertes, lettres de Palestine, dans la collection « Civilisation » aux parisiennes éditions Warum en 2011. Cet ouvrage reçoit le prix Médecins sans frontières au Rendez-vous du carnet de voyage de Clermont-Ferrand. Chez le même éditeur, elles réalisent ensuite le roman graphique Avant d’oublier en 2014, l’histoire d’une jeune fille qui, à la suite du décès de son grand-père, tente de se rapprocher de personnes issues de la même génération. Elle retrouve sa sœur pour le one shot La Ballade des dangereuses, journal d'une incarcération, un témoignage sur une histoire vécue publié dans la collection « Contre-Cœur » aux éditions La Boîte à bulles. Cet ouvrage vaut à leurs autrices d'être récipiendaires du prix Atomium de Bruxelles 2018,. Le duo est encore reformé pour livrer Hayat : d'Alep à Bruxelles, dans la même collection chez le même éditeur en 2023.
Au cinéma, on lui doit la réalisation et le scénario du court métrage d'animation de Poils écrit en collaboration avec le scénariste Michel Vandam en 2013. Ce film lui vaut de remporter le trophée de la 9e édition du festival d’animation Anim’est de Bucarest en 2014. Il est suivi de Les Marrons glacés, court métrage de 2022, récompensé du prix Cinergie 2023 attribué par le jury des journalistes du site Cinergie.be.
Elle réalise le roman graphique 7 jours de canicule sur un scénario de Michel Vandam en 2013. Pour l'édition de cet ouvrage, elle a recours à la plateforme de financement participatif KissKissBankBank.
En 2016, elle sort Anesthésie générale, sur un scénario de Michel Vandam publié dans la collection « Civilisation » aux éditions Warum, qui traite de la maladie des enfants et de ses conséquences sur le couple parental.
En 2020, elle est lauréate d'une bourse d’aide au projet de la Fédération Wallonie-Bruxelles.
En 2021, elle réalise La Sommanbule sur un scénario de Michel Vandam aux éditions D'une Certaine Gaieté qui conte l'histoire d'une Bruxelloise lunatique qui à la suite d'une rupture amoureuse décide de tout abandonner et de recommencer sa vie à Liège.
Elle contribue également au magazine Médor.
Certains de ses ouvrages sont traduits en anglais comme Green Almonds : Letters from Palestine et en néerlandais comme Gevaarlijke dames, een ballade - Dagboek van een opsluiting publié aux éditions Scratch en 2020.

### Vie privée
Elle demeure à Liège.

## Œuvres

### Publications

#### Romans graphiques
- Les Amandes vertes - Lettres de Palestine[21], Warum, coll. « Civilisation », Paris, janvier 2011
Scénario : Anaële Hermans - Dessin : Delphine Hermans - Couleurs : noir et blanc -  (ISBN 978-2-915920-58-1),Réédition en 2016.  (ISBN 978-2-365-35129-4)
- Avant d'oublier[22], Warum, Paris, 8 octobre 2014
Scénario : Anaële Hermans - Dessin : Delphine Hermans - Couleurs : bichromie -  (ISBN 978-2-365-35051-8)
- Anesthésie générale[14],[15],[23],[24], Warum, coll. « Civilisation », Paris, 1 avril 2016
Scénario : Michel Vandam - Dessin et couleurs : Delphine Hermans -  (ISBN 9782365351270)
- La Ballade des dangereuses, journal d'une incarcération[4],[3],[25], La Boîte à bulles, coll. « Contre-Cœur », Saint-Avertin, 7 mars 2018
Scénario : Anaële Hermans - Dessin et couleurs : Delphine Hermans -  (ISBN 9782849532928)
- Hayat : d'Alep à Bruxelles[6],[7], La Boîte à bulles, coll. « Contre-Cœur », Saint-Avertin, 1 février 2023
Scénario : Anaële Hermans - Dessin et couleurs : Delphine Hermans -  (ISBN 978-2-84953-440-3)

### Filmographie

#### Courts métrages d'animation
- 2008 : 
  - L'Enveloppe jaune[26], réalisatrice et scénariste, production : Camera-etc ;
  - J'ai faim[27], coréalisatrice avec Louise-Marie Colon ;
- 2012 : Mateso[28], coréalisatrice avec Louise-Marie Colon ;
- 2013 : 
  - La Vie sexuelle des dinosaures[29], réalisatrice et scénariste, production : Camera-etc
  - Poils[8],[30], réalisatrice, coscénariste avec Michel Vandam, court métrage, production : Camera-etc ;
- 2014 : Un drôle de coco[31], réalisatrice ;
- 2015 : 
  - Arakabus[32], coréalisatrice avec Simon Medard ;
  - La Vraie Vérité[33], coréalisatrice avec Louise-Marie Colon ;
  - Music from the Hotdogstand[34], coréalisatrice avec Louise-Marie Colon ;
- 2016 : 
  - Fricadella et le loup[35], coréalisatrice avec Simon Medard ;
  - Le Saut de l'ange[36], coréalisatrice avec Mathieu Labaye et Alexis Vandersmissen ;
  - Rupture de stock[37], coréalisatrice avec Mathieu Labaye et Simon Medard ;
- 2017 : 
  - Panique à bord[38], coréalisatrice avec Dominique Van Hecke ;
  - Ted a le hoquet[39], coréalisatrice avec Louise-Marie Colon ;
- 2018 : La Vie de Paulette[40], coréalisatrice avec Simon Medard ;
- 2019 : 
  - Banqueroute[41], réalisatrice ;
  - On cherche tous quelque chose[42], coréalisatrice avec Simon Medard ;
- 2022 : Les Marrons glacés[10], coréalisatrice avec Michel Vandam, court métrage (11 min) production : Camera-etc.

## Prix et distinctions
- 2018 :  prix Atomium  de Bruxelles pour La Ballade des dangereuses, journal d'une incarcération partagé avec Anaële Hermans[4],[5].

### Livres
: document utilisé comme source pour la rédaction de cet article.
- Philippe Mellot, Michel Denni, Laurent Turpin et Isabelle Morzadec, Trésors de la bande dessinée : BDM 2023-2024 - Catalogue encyclopédique et Argus, Paris, Les Arènes, novembre 2022, 23e éd., 1677 p., ill. ; 23 cm (ISBN 9791037507280, OCLC 1351462460, présentation en ligne), p. 58, 66, 108, 123. .

### Interviews
- Anaële et Delphine Hermans (interviewées par Sylvestre Buoro), « Interview : Les Amandes vertes », Sceneario.com,‎ 17 février 2011 (lire en ligne, consulté le 2 novembre 2023).
- Anaële et Delphine Hermans (interviewées par Stéphanie Dambroise), « Sur le bout des doigts... », Axelle Magazine,‎ 20 mai 2018 (lire en ligne, consulté le 6 novembre 2024).
- Delphine Hermans (interviewée par Fred Arends et Antoine Phillipart), « Delphine Hermans, co-réalisatrice des Marrons glacés », Cinergie,‎ 7 août 2023 (lire en ligne, consulté le 2 novembre 2023).

### Émissions de radio
- La BIPh dans KULT - 14/12/21 - itw BD, "La somnambule", Delphine Hermans et Michel Vandam - 48FM dans Kult sur 48FM via Mixcloud (39 min 52 s), 14 décembre 2021.

### Émissions de télévision
- "La somnambule", la troisième BD de Delphine Hermans et Michel Vandam sur Qu4tre Liège Média, Présentation : Françoise Bonivert (2 min 55 s), 17 octobre 2021.